# Немања Безбрадица
Немања Безбрадица (Книн, 29. мај 1993) српски је кошаркаш. Игра на позицији крилног центра.

## Каријера
Безбрадица је наступао у млађим категоријама за екипу ФМП-а, али није заиграо за први тим. Свој деби као професионалац имао је у сезони 2011/12. у дресу ОКК Београда. Сезону 2012/13. провео је у екипи БКК Радничког. У септембру 2013. након пробе је потписао вишегодишњи уговор са Партизаном. У дресу црно-белих провео је две сезоне и освојио титулу првака Србије 2014. године. Крајем децембра 2015. потписао је уговор са Зрињским, да би у марту 2016. променио клуб и прешао у Варезе. Ипак, за италијански клуб није заиграо у званичним мечевима, већ је само тренирао. У септембру 2016. потписао је двомесечни уговор са екипом ВЕФ Риге. Током 2017. и 2018. године играо је за Беовук 72 у Кошаркашкој лиги Србије. У сезони 2020/21. играо је за Оломоуцко у Првој лиги Чешке.
Наступао је за млађе селекције репрезентације Србије. Са кадетском репрезентацијом освојио је бронзу на Европском првенству у Литванији 2009. године. Са јуниорском репрезентацијом освојио је сребрну медаљу на Европском првенству у Пољској 2011. године.

## Успеси

### Клупски
- Партизан:
  - Првенство Србије (1): 2013/14.

### Репрезентативни
- Европско првенство до 16 година:  2009.
- Европско првенство до 18 година:  2011.